# متال گیر اسید
متال گیر اسید (به انگلیسی: Metal Gear Acid) که همچنین با نام اسید متال نیز شناخته می‌شود، یک بازی ویدئویی به سبک نقش‌آفرینی تاکتیکی بر اساس رزم‌آرایی و شبیه‌سازی مبتنی بر جمع‌آوری کارت‌بازی است، که توسط سرگرمی کامپیوتری کونامی در ژاپن برای کنسول بازی دستی پلی‌استیشن همراه عرضه شده است. یک نسخه جاوا ام‌ای برای تلفن‌های همراه توسط گلو موبایل در سال ۲۰۰۸ با عنوان متال گیر اسید موبایل منتشر شد. این بازی اولین نسخه در سری بازی‌های متال گیر بر روی پی‌اس‌پی است. همچنین دنباله‌ای برای این بازی با نام متال گیر اسید ۲ در سال ۲۰۰۵، برای پی‌اس‌پی منتشر شده است.

## داستان
در سال ۲۰۱۶، یک هواپیمای مسافربری حامل سناتور هاچ - سیاستمدار مهم و نامزد احتمالی آینده ریاست جمهوری - توسط تروریست‌ها ربوده می‌شود. تروریست‌ها در ازای آزادی سناتور، پروژه تحقیقاتی فیثاغورث را که در جمهوری مولونی در جنوب آفریقا در حال انجام است، از دولت ایالات متحده طلب می‌کنند. دولت برای شناسایی این تروریست‌ها، تحقیقاتی درباره پروژه فیثاغورث آغاز می‌کند.
دولت مولونی از همکاری با ایالات متحده خودداری کرده و اعلام می‌کند نمی‌خواهد در امور جاری خود دخالت کند. در پاسخ، آمریکا یک تیم عملیات ویژه مخفی برای تحقیق اعزام می‌کند، اما این تیم توسط مقاومت مسلحانه نابود می‌شود. در شرایطی که گزینه دیگری وجود ندارد و زمان در حال اتمام است، دولت آمریکا سالید اسنیک را مأمور می‌کند تا به آزمایشگاه نفوذ کند، ماهیت پروژه فیثاغورث را کشف و سناتور هاچ را نجات دهد.
شخصیت‌های اصلی داستان شامل سالید اسنیک، عضو افسانه‌ای واحد فاکس‌هوند است که با این تصور به مأموریت فرستاده می‌شود که در واقع هانس دیویس، محقق دخیل در توسعه مدل جدید متال گیر است. تلکو فریدمن، عضو زن ژاپنی-آمریکایی تیم نجات گروگان‌های اف‌بی‌آی که پیش از اسنیک به منطقه اعزام شده بود و در طول بازی به عنوان شخصیت دوم قابل بازی به او می‌پیوندد. راجر مک کوی، مأمور سیا که فرماندهی عملیات را بر عهده دارد. آلیس هازل، دختر انگلیسی با توانایی‌های روانی که یکی از مخاطبان رادیویی اسنیک است. ستوان لیون، رهبر گروه شبه‌نظامی و گری موری که در واقع ویلیام فلمینگ، یکی از توسعه‌دهندگان متال گیر جدید است.
دیگر شخصیت‌های کلیدی شامل السی و فرانسیس،  که عملیات ربودن پرواز ۳۲۶ را انجام دادند، لا کلون، قاتلی با توانایی تغییر چهره، ویگو هاچ سناتور گروگان گرفته شده، لنا اروز منشی او و مینت دونل، دختر جوانی که در همان پرواز بود و در واقع دختر ویلیام فلمینگ است. چارلز شمایزر، مأمور سیا از تورنتو که تحت نظر مک کوی کار می‌کند نیز از دیگر شخصیت‌های داستان است.